# Pappenheimer (famiglia)
I Pappenheimer furono una famiglia giudicata e condannata per il reato di stregoneria in Baviera nell'anno 1600. 
Il loro caso giudiziario è preso come esempio delle torture usate nei processi alle streghe, essendo insolitamente ben documentato.

## Contesto
La famiglia Pappenheimer era costituita dal padre, Paulus, dalla madre, Anna, dai figli Jacob (talvolta chiamato Michel) e Gumpprecht, e dal figlio più giovane, di dieci anni d'età, Hoel (talvolta chiamato Hansel). Come luterani facevano parte della minoranza protestante nella Baviera cattolica; appartenevano al ceto più basso della società tedesca in quanto originariamente erano mendicanti provenienti dalla Svevia: Pappenheimer era un soprannome, il nome reale della famiglia era Pämb o Gämperle.

## Il processo per stregoneria
Furono segnalati da un ladro in stato d'arresto, arrestati nel mezzo della notte, strappati ai loro letti e portati in prigione con l'accusa di avere aiutato il ladro nelle uccisioni di donne incinte allo scopo di realizzare candele con i loro feti non battezzati.
Su ordine del duca Massimiliano I essi furono condotti a Monaco di Baviera, e sottoposti a una tortura così feroce che confessarono tutto quanto fu loro contestato. Furono ritenuti responsabili di ogni crimine irrisolto che si era verificato in Baviera negli anni precedenti e confessarono centinaia di furti e omicidi. Essi ammisero la stregoneria e segnalarono più di quattrocento complici; spesso la tortura era così dolorosa che essi fecero novantanove nomi nella stessa occasione, affinché fosse loro permessa una pausa.

## Esecuzione
I genitori e i figli maggiori furono giustiziati insieme con altri due uomini. I corpi degli uomini furono sottoposti allo stiramento per sei volte, ciascuna con ferro; i seni di Anna furono strappati con delle tenaglie e spinti a forza nelle bocche dei suoi figli più grandi con l'intento di parodiare il ruolo della madre e provocarle un'estrema umiliazione; gli scheletri degli uomini furono frantumati dalla ruota; il padre fu soggetto a impalamento su una picca; e, infine, furono bruciati sul rogo. Tutto ciò ebbe luogo davanti al figlio più piccolo, Hoel, di dieci anni d'età, che fu testimone dell'esecuzione della sua famiglia; egli era stato portato sul cavallo dello sceriffo, che era lì per annotare le sue reazioni. Nel dicembre del 1600, altre sei persone furono bruciate sul rogo a Monaco, fra le quali Hoel.

## Resoconto del caso da una vecchia cronaca
La fonte principale della vicenda è lo storico Joseph von Hormayr che, tramite un estratto trovato da una vecchia cronaca, inserì i dettagli sul caso della famiglia Pappenheimer nell'edizione del 1844 della sua opera Taschenbuch für die vaterländische Geschichte.